# Dị nhân Benjamin
Dị nhân Benjamin (tên gốc tiếng Anh: The Curious Case of Benjamin Button) là một phim về một cậu bé có chu trình sinh học ngược với bình thường của đạo diễn David Fincher, với sự tham gia diễn xuất của ngôi sao màn bạc Brad Pitt, dựa trên một truyện ngắn cùng tên của nhà văn Mỹ F. Scott Fitzgerald xuất bản năm 1922. Phim chính thức ra mắt khán giả tại Mỹ ngày 25/12/2008 và tại Việt Nam ngày 13/2/2009.

## Nội dung
Năm 2005 trong bệnh viện New Orleans, một phụ nữ già đang trong cơn hấp hối, tên bà là Daisy; bà yêu cầu con gái mình, Caroline đọc to một cuốn nhật ký của một người có tên Benjamin Button. Qua lời đọc của Caroline, một buổi tối ngày 11, tháng 11 năm 1918, có một cậu bé được sinh ra trong hình dạng và tình trạng sức khỏe của một ông già. Mẹ của đứa trẻ đã chết sau khi sinh, còn cha đứa bé, Thomas Button, bỏ rơi đứa trẻ trước cửa một viện dưỡng lão. Queenie và "Tizzy" Weathers là những nhân viên của viện dưỡng lão đã tìm thấy đứa trẻ. Queenie sau đó quyết định chăm sóc đứa trẻ như con mình, và đặt tên nó là Benjamin.
Benjamin tập đi năm 1925, ông miêu tả nó như là một phép màu, lúc đầu ông phài ngồi xe lăn, sau đó có thể dùng một đôi nạng để đi lại. Tại lễ Tạ ơn năm 1930, Benjamin gặp một bé gái 6 tuổi tên là Daisy, bà của Daisy sống trong viện dưỡng lão. Dần dần Benjamin và Daisy trở nên thân thiết. Một thời gian sau, Benjamin làm việc trên một con tàu lai dắt, thuyền trưởng tàu là Mike Clark, cũng trong khoảng thời gian này, ông gặp Thomas Button, nhưng lúc đó Thomas chưa nói cho Benjamin biết họ chính là cha con. Vào mùa thu năm 1936, Benjamin rời New Orleans trong một hợp đồng làm việc dài hạn cùng với nhóm thủy thủ trên tàu; ít lâu sau Daisy được nhận vào một vũ đoàn tại New York do một biên đạo múa có tên George Balanchine quản lý.
Năm 1941, Benjamin đến Murmansk, tại nơi này ông bắt đầu một mối quan hệ tình cảm với Elizabeth Abbott, vợ của Bộ trưởng thương mại Anh quốc. Tháng 12 năm đó, Nhật tấn công Trân Châu Cảng, đẩy nước Mỹ tham dự vào Chiến tranh Thế giới thứ hai. Thuyền trưởng Mike tình nguyện đưa thuyền của mình gia nhập Hải quân Mỹ, đoàn thủy thủ nhận trách nhiệm cứu hộ. Trong quá trình đi tuần tra, nhóm gặp một con tàu vận chuyển của Mỹ đang chìm, rất nhiều xác chết trôi nổi trên biển. Một tàu ngầm của Đức đột ngột nổi lên, Mike đã lái chiếc thuyền lao thẳng vào chiếc tàu ngầm, trong khi hỏa lực từ phía quân Đức dội đến tới tấp, giết chết hầu hết thủy thủ đoàn, trong đó có cả Mike. Chiếc tàu lao vào tàu ngầm tạo ra một vụ nổ và cả hai cùng bị chìm, tuy nhiên 2 người còn sống sót là Benjamin và một thủy thủ khác được Hải quân Mỹ cứu ngày hôm sau.
Tháng 5, năm 1945, Benjamin quay trở lại New Orleans đoàn tụ với Queenie, vài tuần sau ông gặp lại Daisy, họ đã đi ăn tối cùng nhau. Sau khi quyến rũ Benjamin nhưng bị ông cự tuyệt, Daisy rời đi. Còn Benjamin ít lâu sau được Thomas Button, lúc này đang ốm nặng, thổ lộ rằng 2 người chính là cha con. Thomas để lại toàn bộ tài sản và nhà máy sản xuất khuy áo nhiều đời của gia đình cho Benjamin sau khi chết.
Năm 1947, Benjamin đến thăm Daisy tại New York mà không thông báo trước, nhưng sớm tạm biệt cô khi thấy cô đang yêu một người khác. Năm 1954, sự nghiệp múa của Daisy kết thúc khi cô gặp tai nạn tại Pari, chân cô bị gãy do bị một chiếc ô tô cán. Khi Benjamin đến thăm cô, Daisy kinh ngạc trước vẻ trẻ trung của ông, nhưng do thất vọng với tình trạng của mình, cô bảo ông đừng quan tâm đến cô nữa.
Mùa xuân năm 1962, Daisy trở lại New Orleans và gặp Benjamin. Giờ đây, hình dáng bên ngoài của 2 người mới phù hợp nhau, họ yêu nhau và lái thuyền buồm du ngoạn nhiều nơi. Khi họ quay trở lại thì hay tin Queenie đã chết. Sau đó họ dọn đến ở với nhau trong một căn nhà của riêng 2 người. Năm 1967, Daisy mở một lớp học dạy ba-lê, và cô cũng có thai trong thời gian này. Mùa xuân năm 1968, đứa bé ra đời và được đặt tên là Caroline. Nhưng sau đó Benjamin bỏ đi vì nghĩ rằng không thể làm cha đứa bé, do tuổi tác của ông ngược với người thường, ông bán hết tài sản và để lại cho 2 mẹ con Daisy, Caroline. Benjamin đi khắp nơi trong suốt những năm 70.
Benjamin quay trở lại thăm Daisy năm 1980, giờ đây đã kết hôn với một người đàn ông khác. Benjamin được Daisy giới thiệu với chồng và con gái là một người bạn của gia đình. Sau đó Daisy đến thăm Benjamin tại một khách sạn, 2 người lại một lần nữa đắm chìm trong đam mê và cũng một lần nữa phải chia tay nhau.
Năm 1990, Daisy lúc này là một góa phụ, nhận được một cuộc điện từ nhân viên công tác xã hội thông báo họ tìm thấy Benjamin, lúc này có hình dạng là một thiếu niên. Khi bà đến nơi, họ giải thích rằng ông đang sống tại một tòa nhà bỏ không và được đưa đến bệnh viện trong tình trạng không nhớ mình là ai. Họ tìm được tên bà trong cuốn nhật ký của Benjamin, lúc này đang có nhiều biểu hiện của chứng mất trí nhớ. Daisy chuyển đến ở cùng Benjamin trong viện dưỡng lão năm 1997 và chăm sóc ông trong suốt phần đời còn lại. Mùa xuân năm 2003, Benjamin chết trong vòng tay Daisy trong hình dáng một đứa trẻ sơ sinh nhưng đã sống một cuộc đời 84 năm. Daisy sau đó cuối cùng cũng trút hơi thở cuối cùng trong bệnh viện, lúc cơn bão Katrina đang đến gần.

## Diễn viên
- Brad Pitt trong vai Benjamin Button (trưởng thành), cha ruột của Caroline
  - Robert Towers trong vai Benjamin Button (trưởng thành rõ ràng)
  - Peter Donald Badalamenti II trong vai Benjamin Button (trưởng thành rõ ràng)
  - Tom Everett trong vai Benjamin Button (trưởng thành rõ ràng)
  - Spencer Daniels trong vai Benjamin Button (12 tuổi)
  - Chandler Canterbury trong vai Benjamin Button (8 tuổi)
  - Charles Henry Wyson trong vai Benjamin Button (6 tuổi)
- Cate Blanchett trong vai Daisy Fuller (trưởng thành)
  - Elle Fanning trong vai Daisy Fuller (7 tuổi)
  - Madisen Beaty trong vai Daisy Fuller (10 tuổi)
- Taraji P. Henson trong vai Queenie
- Julia Ormond trong vai Caroline Fuller (trưởng thành), con gái của Benjamin và Daisy
  - Katta Hules trong vai Caroline Fuller (12 tuổi)
  - Shiloh Jolie-Pitt trong vai Caroline Fuller (2 tuổi)
- Jason Flemyng trong vai Thomas Button, cha của Benjamin
- Elias Koteas trong vai Monsieur Gateau, một người thợ làm đồng hồ mù trong câu chuyện Daisy kể cho Caroline
- Tilda Swinton trong vai Elizabeth Abbott
- Mahershala Ali trong vai Tizzy Weathers
- Jared Harris trong vai Đại úy Mike Clark
- Faune A. Chambers trong vai Dorothy Baker
- Ed Metzger trong vai Theodore Roosevelt
- Phyllis Somerville trong vai Grandma Fuller
- Edith Ivey trong vai Mrs. Maple
- Josh Stewart trong vai Pleasant Curtis
- David Ross Paterson trong vai Walter Abbott
- Bianca Chiminello trong vai bạn của Daisy
- Rampai Mohadi trong vai Ngunda Oti
- Lance E. Nichols trong vai Nhà thuyết giáo

## Sản xuất
Một bộ phim tinh tế trong 2 nội dung: tình yêu và cuộc sống

## Giải thưởng
| Giải thưởng                                       | Thể loại                                                         | Recipient | Kết quả   |
| ------------------------------------------------- | ---------------------------------------------------------------- | --- | --------- |
| Oscar lần thứ 81                                  | Phim                                                             | Kathleen Kennedy Frank Marshall Ceán Chaffin | Đề cử     |
| Oscar lần thứ 81                                  | Đạo diễn                                                         | David Fincher | Đề cử     |
| Oscar lần thứ 81                                  | Nam chính                                                        | Brad Pitt | Đề cử     |
| Oscar lần thứ 81                                  | Nữ phụ                                                           | Taraji P. Henson | Đề cử     |
| Oscar lần thứ 81                                  | Chuyển thể                                                       | Eric Roth | Đề cử     |
| Oscar lần thứ 81                                  | Biên tập                                                         | Kirk Baxter Angus Wall | Đề cử     |
| Oscar lần thứ 81                                  | Quay phim                                                        | Claudio Miranda | Đề cử     |
| Oscar lần thứ 81                                  | Chỉ đạo nghệ thuật                                               | Donald Graham Burt Victor J. Zolfo | Đoạt giải |
| Oscar lần thứ 81                                  | Trang phục                                                       | Jacqueline West | Đề cử     |
| Oscar lần thứ 81                                  | Hóa trang                                                        | Greg Cannom | Đoạt giải |
| Oscar lần thứ 81                                  | Nhạc phim                                                        | Alexandre Desplat | Đề cử     |
| Oscar lần thứ 81                                  | Âm thanh                                                         | | Đề cử     |
| Oscar lần thứ 81                                  | Kỹ xảo                                                           | Eric Barba Steve Preeg Burt Dalton Craig Barron | Đoạt giải |
| American Society of Cinematographers              | Outstanding Achievement in Cinematography in Theatrical Releases | Claudio Miranda | Đề cử     |
| Austin Film Critics Association                   | Best Supporting Actress                                          | Taraji P. Henson | Đoạt giải |
| Giải thưởng Điện ảnh Viện Hàn lâm Anh Quốc lần 62 | Best Film                                                        | Kathleen Kennedy Frank Marshall Ceán Chaffin | Đề cử     |
| Giải thưởng Điện ảnh Viện Hàn lâm Anh Quốc lần 62 | Best Makeup & Hair                                               | | Đoạt giải |
| Giải thưởng Điện ảnh Viện Hàn lâm Anh Quốc lần 62 | Best Director                                                    | David Fincher | Đề cử     |
| Giải thưởng Điện ảnh Viện Hàn lâm Anh Quốc lần 62 | Best Adapted Screenplay                                          | Eric Roth | Đề cử     |
| Giải thưởng Điện ảnh Viện Hàn lâm Anh Quốc lần 62 | Best Leading Actor                                               | Brad Pitt | Đề cử     |
| Giải thưởng Điện ảnh Viện Hàn lâm Anh Quốc lần 62 | Best Costume Design                                              | | Đề cử     |
| Giải thưởng Điện ảnh Viện Hàn lâm Anh Quốc lần 62 | Best Music                                                       | Alexandre Desplat | Đề cử     |
| Giải thưởng Điện ảnh Viện Hàn lâm Anh Quốc lần 62 | Best Cinematography                                              | Claudio Miranda | Đề cử     |
| Giải thưởng Điện ảnh Viện Hàn lâm Anh Quốc lần 62 | Best Editing                                                     | | Đề cử     |
| Giải thưởng Điện ảnh Viện Hàn lâm Anh Quốc lần 62 | Best Production Design                                           | | Đoạt giải |
| Giải thưởng Điện ảnh Viện Hàn lâm Anh Quốc lần 62 | Best Visual Effects                                              | | Đoạt giải |
| Broadcast Film Critics                            | Best Film                                                        | | Đề cử     |
| Broadcast Film Critics                            | Best Actor                                                       | Brad Pitt | Đề cử     |
| Broadcast Film Critics                            | Best Actress                                                     | Cate Blanchett | Đề cử     |
| Broadcast Film Critics                            | Broadcast Film Critics Association Award for Best Director       | David Fincher | Đề cử     |
| Broadcast Film Critics                            | Best Supporting Actress                                          | Taraji P. Henson | Đề cử     |
| Broadcast Film Critics                            | Best Cast                                                        | | Đề cử     |
| Broadcast Film Critics                            | Best Writer                                                      | Eric Roth | Đề cử     |
| Broadcast Film Critics                            | Best Composer                                                    | Alexandre Desplat | Đề cử     |
| Central Ohio Film Critics Association Awards      | Best Score                                                       | Alexandre Desplat | Đoạt giải |
| Central Ohio Film Critics Association Awards      | Top 10 Films of the Year                                         | | 9th       |
| Chicago Film Critics Association                  | Best Picture                                                     | | Đề cử     |
| Chicago Film Critics Association                  | Best Director                                                    | David Fincher | Đề cử     |
| Chicago Film Critics Association                  | Best Screenplay, Adapted                                         | Eric Roth | Đề cử     |
| Chicago Film Critics Association                  | Best Cinematography                                              | Claudio Miranda | Đề cử     |
| Chicago Film Critics Association                  | Best Original Score                                              | Alexandre Desplat | Đề cử     |
| Directors Guild of America Awards                 | Outstanding Directorial Achievement in Motion Pictures           | David Fincher | Đề cử     |
| Golden Globe Awards                               | Best Motion Picture Drama                                        | | Đề cử     |
| Golden Globe Awards                               | Best Actor - Motion Picture Drama                                | Brad Pitt | Đề cử     |
| Golden Globe Awards                               | Best Director - Motion Picture                                   | David Fincher | Đề cử     |
| Golden Globe Awards                               | Best Screenplay                                                  | Eric Roth | Đề cử     |
| Golden Globe Awards                               | Best Original Score                                              | Alexandre Desplat | Đề cử     |
| Houston Film Critics Society Awards               | Best Picture                                                     | | Đoạt giải |
| Houston Film Critics Society Awards               | Best Director                                                    | David Fincher | Đề cử     |
| Houston Film Critics Society Awards               | Best Actor                                                       | Brad Pitt | Đề cử     |
| Houston Film Critics Society Awards               | Best Actress                                                     | Cate Blanchett | Đề cử     |
| Houston Film Critics Society Awards               | Best Supporting Actress                                          | Taraji P. Henson | Đề cử     |
| Houston Film Critics Society Awards               | Best Screenplay                                                  | Eric Roth | Đề cử     |
| Houston Film Critics Society Awards               | Best Cinematography                                              | Claudio Miranda | Đoạt giải |
| Houston Film Critics Society Awards               | Best Score                                                       | Alexandre Desplat | Đề cử     |
| Las Vegas Film Critics Society Awards             | Best Art Direction                                               | | Đoạt giải |
| Las Vegas Film Critics Society Awards             | Best Cinematography                                              | Claudio Miranda | Đoạt giải |
| Las Vegas Film Critics Society Awards             | Best Costume Design                                              | Jacqueline West | Đoạt giải |
| London Film Critics' Circle                       | Film of the Year                                                 | | Đề cử     |
| London Film Critics' Circle                       | Director of the Year                                             | David Fincher | Đoạt giải |
| London Film Critics' Circle                       | British Supporting Actress of the Year                           | Tilda Swinton | Đoạt giải |
| London Film Critics' Circle                       | Screenwriter of the Year                                         | Eric Roth | Đề cử     |
| MTV Movie Awards                                  | Best Female Performance                                          | Taraji P. Henson | Đề cử     |
| National Board of Review                          | National Board of Review: Top Ten Films                          | |           |
| National Board of Review                          | Best Director                                                    | David Fincher | Đoạt giải |
| National Board of Review                          | Best Adapted Screenplay                                          | Eric Roth | Đoạt giải |
| Satellite Awards                                  | Best Adapted Screenplay                                          | Eric Roth and Robin Swicord | Đề cử     |
| Satellite Awards                                  | Best Art Direction and Production Design                         | Donald Graham Burt and Tom Reta | Đề cử     |
| Satellite Awards                                  | Best Cinematography                                              | Claudio Miranda | Đề cử     |
| Satellite Awards                                  | Best Costume Design                                              | Jacqueline West | Đề cử     |
| Saturn Award                                      | Best Fantasy Film                                                | | Đoạt giải |
| Saturn Award                                      | Best Actor                                                       | Brad Pitt | Đề cử     |
| Saturn Award                                      | Best Actress                                                     | Cate Blatchett | Đề cử     |
| Saturn Award                                      | Best Supporting Actress                                          | Tilda Swinton | Đoạt giải |
| Saturn Award                                      | Best Director                                                    | David Fincher | Đề cử     |
| Saturn Award                                      | Best Writing                                                     | Eric Roth | Đề cử     |
| Saturn Award                                      | Best Music                                                       | Alexandre Desplat | Đề cử     |
| Saturn Award                                      | Best Make-Up                                                     | | Đoạt giải |
| Saturn Award                                      | Best Visual Effects                                              | | Đề cử     |
| Scream Awards                                     | Best Fantasy Actor                                               | Brad Pitt | Đề cử     |
| Screen Actors Guild Awards                        | Outstanding Performance by a Male Actor in a Leading Role        | Brad Pitt | Đề cử     |
| Screen Actors Guild Awards                        | Outstanding Performance by a Female Actor in a Supporting Role   | Taraji P. Henson | Đề cử     |
| Screen Actors Guild Awards                        | Outstanding Performance by a Cast in a Motion Picture            | Mahershalalhashbaz Ali Cate Blanchett Jason Flemyng Jared Harris Taraji P. Henson Elias Koteas Julia Ormond Brad Pitt Phyllis Somerville Tilda Swinton | Đề cử     |
| St. Louis Gateway Film Critics Association Awards | Best Film                                                        | | Đoạt giải |
| Vancouver Film Critics Circle Awards              | Best Director                                                    | David Fincher | Đoạt giải |
| Washington D.C. Area Film Critics Association     | Best Art Direction                                               | | Đoạt giải |
| Writers Guild of America Awards                   | Writers Guild of America Award for Best Adapted Screenplay       | Eric Roth Robin Swicord | Đề cử     |